# Macrobrachium carcinus
Macrobrachium carcinus is een garnalensoort uit de familie Palaemonidae. De wetenschappelijke naam werd gepubliceerd in 1758 door Carl Linnaeus in de tiende editie van Systema naturae.